# Đường sắt Bắc Kinh – Quảng Châu
Đường sắt Bắc Kinh – Quảng Châu (tiếng Hoa: 京广铁路/京廣鐵路, hay 京广线/京廣線) (Kinh – Quảng thiết lộ) là một tuyến đường sắt huyết mạch ở Cộng hòa Nhân dân Trung Hoa, nối ga Bắc Kinh Tây ở Bắc Kinh đến ga Quảng Châu ở thành phố Quảng Châu, tỉnh Quảng Đông.
Tuyến đường sắt này được nối bằng hai tuyến: tuyến phía Bắc, đường sắt Bắc Kinh – Hán Khẩu chạy từ Bắc Kinh đến Hán Khẩu, và tuyến phía Nam, đường sắt Vũ Xương – Quảng Châu chạy từ Vũ Xương đến Quảng Châu. Tuyến đường sắt Bắc Kinh – Hán Khẩu được hoàn thành năm 1905 và tuyến đường sắt Vũ Xương – Quảng Châu được hoàn thành năm 1936. Giữa Hán Khẩu và Vũ Xương có sông Dương Tử. Hai tuyến này đã được nối với nhau vào năm 1957 khi cầu Dương Tử Vũ Hán được xây.
Đường sắt Kinh – Quảng nối Bắc Kinh với Quảng Châu và chạy qua 6 tỉnh: Bắc Kinh, Hà Bắc, Hà Nam, Hồ Bắc, Hồ Nam và Quảng Đông, với tổng chiều dài 2.324 km.

## Lịch sử

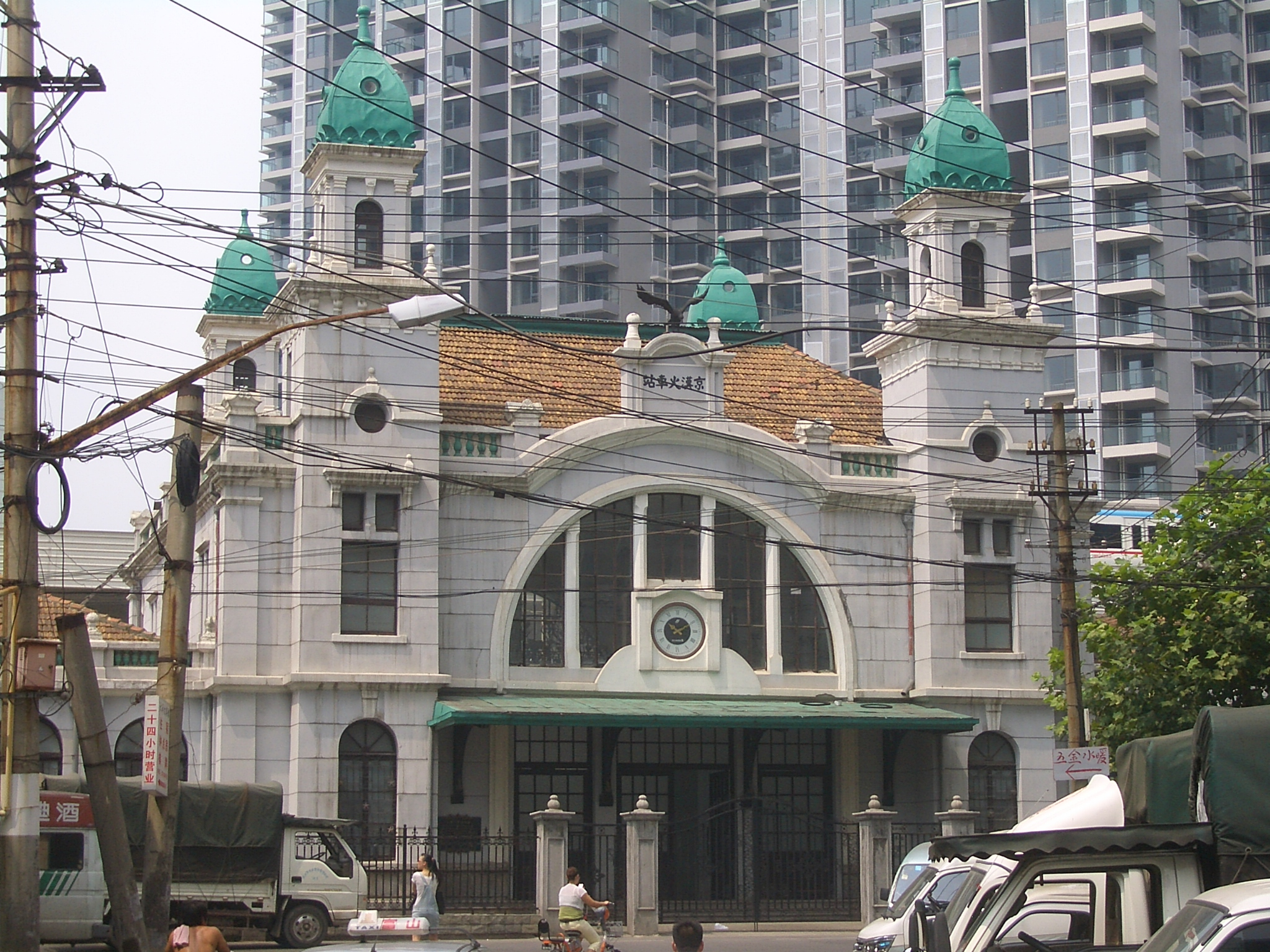
Ga Dazhimen ở Hán Khẩu, ga đầu cuối phía nam của đường sắt Kinh – Hán

Tuyến đường sắt Kinh Quảng ban đầu là hai tuyến đường sắt: tuyến đường sắt Bắc Kinh – Hán Khẩu ở phía bắc từ Bắc Kinh đến Hán Khẩu và tuyến đường sắt Quảng Đông – Hán Khẩu ở phía nam từ Vũ Xương đến Quảng Châu. Hán Khẩu và Vũ Xương là những thành phố ở phía đối diện của sông Dương Tử; chúng đã trở thành một phần của thành phố Vũ Hán hiện nay vào năm 1927. Tuyến đường sắt Bắc Kinh – Hán Khẩu (Kinh – Hán), dài 1.215 km (755 mi), được xây dựng từ năm 1897 đến 1906. Việc đặc nhượng ban đầu được trao cho một công ty của Bỉ được các nhà đầu tư Pháp ủng hộ. Mong muốn mạnh mẽ đặt tuyến đường dưới sự kiểm soát của Trung Quốc đã dẫn đến việc thành lập Ngân hàng Giao thông nhằm đảm bảo nguồn tài chính cần thiết để mua lại tuyến đường sắt từ các chủ sở hữu Bỉ. Việc mua lại thành công tuyến đường sắt vào năm 1909 đã nâng cao uy tín của Giao thông Hệ, một lực lượng chính trị hùng mạnh về sau ở nền cộng hòa sơ khai. Tuyến đường sắt Quảng Đông – Hán Khẩu (Việt – Hán) bắt đầu xây dựng vào năm 1900 và tiến triển chậm hơn. Tuyến này ban đầu được nhượng cho Công ty American China Development, nhưng một cuộc khủng hoảng ngoại giao đã nổ ra khi người Bỉ mua quyền kiểm soát công ty. Việc đặc nhượng đã bị hủy bỏ vào năm 1904 để ngăn chặn quyền kiểm soát toàn bộ tuyến đường giữa Bắc Kinh và Quảng Đông của Pháp – Bỉ. Đường nhánh Quảng Châu – Tam Thủy được hoàn thành vào năm 1904. Đoạn Trường Sa – Chu Châu sau đó được hoàn thành vào năm 1911, tiếp theo là đoạn Quảng Châu – Thiệu Quan năm 1916 và đoạn Vũ Xương – Trường Sa năm 1918. Công việc ở phần cuối cùng giữa Chu Châu và Thiều Quan bắt đầu vào năm 1929 và hoàn thành vào năm 1936. Ngày 7 tháng 2 năm 1923, các công nhân của hiệp hội Công nhân Đường sắt Bắc Kinh – Vũ Hán đã phát động một cuộc đình công lớn đòi hỏi quyền lợi tốt hơn cho người lao động và phản đối sự áp bức của các quân phiệt. Cuộc đình công do Shi Yang và Lin Xiangqian tổ chức là một ví dụ ban đầu về việc huy động công nhân của Đảng Cộng sản Trung Quốc.